# Mark Bomback
Mark Bomback (New Rochelle, New York, 1971. augusztus 29. –) amerikai forgatókönyvíró, filmproducer.

## Élete és pályafutása
A Wesleyan University-n végzett, ahol angol irodalmat és filmismeretet tanult.
Társírója volt az 1998-as Az éjszakai telefonáló című thrillernek. Első önálló forgatókönyve a Godsend – A teremtés klinikája (2004) volt. Legnagyobb sikerét mindezidáig a Die Hard 4.0 – Legdrágább az életed szkriptjével könyvelheti el.

## Filmográfia

### Film
| Év   | Magyar cím                          | Eredeti cím                          | Feladatkör        | Feladatkör |
| Év   | Magyar cím                          | Eredeti cím                          | Író               | Producer   |
| ---- | ----------------------------------- | ------------------------------------ | ----------------- | ---------- |
| 1998 | Az éjszakai telefonáló              | The Night Caller                     | Igen              | Nem        |
| 2004 | Godsend – A teremtés klinikája      | Godsend                              | Igen              | Koproducer |
| 2007 | Die Hard 4.0 – Legdrágább az életed | Live Free or Die Hard                | Igen              | Nem        |
| 2008 | Szex telefonhívásra                 | Deception                            | Igen              | Nem        |
| 2009 | A Boszorkány-hegy                   | Race to Witch Mountain               | Igen              | Nem        |
| 2010 | Száguldó bomba                      | Unstoppable                          | Igen              | Nem        |
| 2011 | A majmok bolygója: Lázadás          | Rise of the Planet of the Apes       | Nincs feltüntetve | Nem        |
| 2012 | Az emlékmás                         | Total Recall                         | Igen              | Nem        |
| 2013 | Farkas                              | The Wolverine                        | Igen              | Nem        |
| 2014 | A majmok bolygója: Forradalom       | Dawn of the Planet of the Apes       | Igen              | Vezető     |
| 2014 |                                     | Finding Tatanka                      | Nem               | Vezető     |
| 2015 | A beavatott-sorozat: A lázadó       | The Divergent Series: Insurgent      | Igen              | Nem        |
| 2015 | A szürke ötven árnyalata            | Fifty Shades of Grey                 | Nincs feltüntetve | Nem        |
| 2017 | A majmok bolygója: Háború           | War for the Planet of the Apes       | Igen              | Vezető     |
| 2017 | Logan – Farkas                      | Logan                                | Nincs feltüntetve | Nem        |
| 2017 | A múmia                             | The Mummy                            | Nincs feltüntetve | Nem        |
| 2018 | Törvényen kívüli király             | Outlaw King                          | Közreműködő író   | Nem        |
| 2019 | Ebgondolat                          | The Art of Racing in the Rain        | Igen              | Nem        |
| 2021 |                                     | The United States vs. Billie Holiday | Nem               | Vezető     |
| 2023 | Halálos iramban 10.                 | Fast X                               | Nem               | Vezető     |
| 2024 |                                     | White Bird                           | Igen              | Vezető     |
| 2024 | A hercegnő és a sárkány             | Damsel                               | Nem               | Vezető     |

### Televízió
| Év        | Magyar cím         | Eredeti cím     | Feladatkör | Feladatkör | Feladatkör | Megjegyzések |
| Év        | Magyar cím         | Eredeti cím     | Író        | Alkotó     | Producer   | Megjegyzések |
| --------- | ------------------ | --------------- | ---------- | ---------- | ---------- | ------------ |
| 2014–2015 | Legends – Beépülve | Legends         | Igen       | Igen       | Tanácsadó  |              |
| 2020      | Jacob védelmében   | Defending Jacob | Igen       | Igen       | Vezető     | minisorozat  |